# Rivanj
Rivanj (italienisch Isola Rivanj) ist eine kroatische Insel im Archipel vor Zadar, zwischen den Inseln Sestrunj und Ugljan.
Die Insel hat eine Fläche von 4,4 km² (Länge 3,4 km, Breite bis 1,4 km) und etwa 20 Einwohner. Höchster Gipfel ist Lukočina mit 112 m.
Die Insel besteht aus einem kreidezeitlichen Rudistenkalkstein, teilweise in Form von Brekzien. Die einzige Ortschaft ist Rivanj im Inneren der Insel. Unterhalb des Orts, an der Südwestküste der Insel, befindet sich ein kleiner Hafen mit einem Weiler. Nordwestlich von Rivanj liegen noch drei Felseneilande (Scoglietto) im Meer, das sind Vela Sestrica (Sorella Grande), Srednja Sestrica (Sorella Mezza) und Mala Sestrica (Sorella Piccolo).
Auf der Insel wachsen Macchia und Buschholz. Es gibt eine tägliche Schiffsverbindung nach Zadar. Die heutige Ortschaft gründeten, wie die Überlieferung besagt, Ansiedler von der Insel Ugljan.